# Skweee
Skweee (także synthetic funk, conflict rnb) – gatunek muzyki, który wyklarował się około roku 2006 na pograniczu fińsko-szwedzkim i szybko rozprzestrzenił na resztę świata. 
Skweee czerpie z muzyki 8-bitowej, funku, dubstepu i wielu innych gatunków muzyki. Obecnie trzon sceny skweee tworzą wykonawcy skupieni wokół dwóch wytwórni – Flogsta Danshall i Harmönia Records. Do tego grona szybko dołączyli wykonawcy z Norwegii – Dødpop a także artyści z Kanady – m.in. Slow Hand Motëm. Skwee jest obecne także poza północną częścią globu – w Holandii skweee reprezentuje Randy Barracuda, we Francji – Wankers United, w Anglii – Metske. Niektórzy pozostali wykonawcy skweee: Joxaren, Mrs. Quaeda, Eero Johannes, Claws Costeau, V.C., Limonious. 
W Polsce promowaniem Skweee zajmują się Dirty Makers.